# 2158 Tietjen
2158 Tietjen è un asteroide della fascia principale. Scoperto nel 1933, presenta un'orbita caratterizzata da un semiasse maggiore pari a 3,0661009 UA e da un'eccentricità di 0,1831496, inclinata di 1,58366° rispetto all'eclittica.
L'asteroide è dedicato all'astronomo tedesco Friedrich Tietjen.